# PayEasy
PayEasy是台灣最大企業福利網，B2C購物平台，公司中文名稱為康迅數位整合股份有限公司，於2000年4月成立時資本額為新台幣5000萬元。經過歷次盈餘轉增資，截至2012年10月資本額為新台幣4.35億元，最初為台新金控內部創業獨立成子公司，目前最大股東是新光三越百貨；目前主要業務是提供企業電子化員工福利平台服務，使企業透過線上方式，執行員工福利政策。
旗下有「康迅旅行社股份有限公司」。至2018年3月，公司員工人數約100人。

## 大事記
- 2000年3月：台新銀行信用卡業務主管林坤正於台新金控內部創業成立「PaySafe」康迅生活科技和「Daily Net」達利生活科技兩家公司，分別經營網路安全交易平台服務和網路B2C電子商務。
- 2001年10月：達利生活科技公司結束經營，康迅生活科技改名為「康迅數位整合」，同時英文名稱更名為「PayEasy」， 同時調整營業方向為台新銀行紅利積點兌換電子化平台[1]。
- 2001年11月：由台新銀行紅利積點兌換平台轉入電子商務領域，初期以女性飾品為主力[2][3]。
- 2002年3月：會計帳上首度出現盈餘。
- 2002年4月：PayEasy員工遊歷九二一大地震災後重建中的南投縣信義鄉，開始協助信義鄉梅農利用網路銷售梅子醃漬產品，成為「關懷台灣」系列公益活動的開端。
- 2002年3月：開始結合牛爾、儷妍實業建構自有品牌美妝產品。
- 2003年4月：與台新金控共同合作舉辦「關懷台灣」系列公益活動，以「一年一鄉鎮、不給魚、給釣竿」等原則，針對921重災區鄉鎮執行義務行銷工作。
- 2004年9月：正式成立「PayEasy企業福利網」。
- 2005年8月：成立康迅旅行社。
- 2008年7月：推出「我的一畝田」稻田認養平台[4]。
- 2009年5月：與牛爾解約。
- 2009年7月：推出虛擬通路「封館」。
- 2009年8月：在「封館」上舉辦北、中、南三場大型VIP會招待活動「水派對」。
- 2009年8月：收購「午餐王」，更名為「康太數位整合股份有限公司」，品牌名稱為「17Life」。
- 2009年8月：透過授權大陸經銷商，成立上海總部。
- 2010年10月：經濟部國際貿易局評選為「台灣百大品牌」[5]。
- 2011年5月：「我的一畝田」稻田認養平台獲《遠見雜誌》評選為2011年企業社會責任獎社區關懷類首獎[6]。
- 2011年9月：獲當年度《遠見雜誌》服務業大調查網路購物業「傑出服務獎」[7]。
- 2012年5月：獲資策會網路調查評選為台灣服務業科技創新力前十強[8]。
- 2012年10月，新光三越百貨成為PayEasy最大股東。
- 2019年：搬離原有中山北路辦公室，遷至仁愛路二段2號現址。
- 2019年10月16日，原任總經理林坤正退休，由17Life創辦人暨董事長李易騰接任PayEasy總經理

## 外部連結
- （繁體中文）（简体中文）（英文）PayEasy線上購物：消費生活好幫手、全國最大企業福利網 （页面存档备份，存于）
- PayEasy線上購物的Facebook專頁